# Bandera (Texas)
Bandera è un centro abitato degli Stati Uniti d'America, situato nella contea di Bandera dello Stato del Texas. Secondo il censimento effettuato nel 2010 i suoi abitanti erano 857.

## Geografia
Bandera è situato a 29°44′N 99°04′W (29.7258, -99.0750), nella Texas Hill Country, che fa parte dell'Altopiano di Edwards. Si trova 47 miglia (76 km) a nord-ovest dal centro di San Antonio.
Secondo l'Ufficio del censimento degli Stati Uniti d'America la contea ha un'area totale di 1.2 miglia quadrate (3.1 km²), di cui 0.008 miglia quadrate (0.02 km², corrispondenti allo 0.55% del territorio) sono costituiti dall'acqua.

## Storia
Nel 1856 i pionieri John James, Charles DeMontel e John Herndon decisero di costruire la città, pianificata come capoluogo della contea di Bandera, in corrispondenza di un'ansa del fiume Medina; i tre fondatori edificarono una segheria con un mulino in prossimità del corso d'acqua, reclutando come manodopera un gruppo di coloni polacchi provenienti dall'Alta Slesia, ai quali cedettero la proprietà di lotti nel nuovo centro abitato.
L'insediamento si sviluppò nei decenni seguenti e nel 1890 vi fu costruito anche un tribunale. Tuttavia, a causa di una serie di rovinose alluvioni, intorno al 1900 l'economia locale subì un brusco declino, accentuato dalla scarsità di collegamenti con le città vicine; solo nel 1936 fu costruita l'autostrada, che unì Bandera a San Antonio. Nel 1964 Bandera divenne sede di municipalità. Nel 1978 la città fu devastata da una disastrosa alluvione del fiume Medina, che causò numerose vittime.

## Società

### Evoluzione demografica
Secondo il censimento del 2000, c'erano 957 persone, 408 nuclei familiari e 239 famiglie residenti nella città. La densità di popolazione era di 820.2 persone per miglio quadrato (316.7/km²). C'erano 488 unità abitative a una densità media di 418.2 per miglio quadrato (161.5/km²). La composizione etnica della città era formata dal 94.98% di bianchi, lo 0.21% di afroamericani, lo 0.52% di nativi americani, il 2.51% di altre etnie, e l'1.78% di due o più etnie. Ispanici o latinos di qualunque origine fossero il 21.84% della popolazione.
| Anno       | Popolazione | ±%                   |
| ---------- | ----------- | -------------------- |
| 1890       | 372         | Note:                |
| 1970       | 891         | Dati non disponibili |
| 1980       | 947         | 6.3%                 |
| 1990       | 877         | −7.4%                |
| 2000       | 957         | 9.1%                 |
| 2010       | 857         | −10.4%               |
| Stima 2015 | 877         | 2.3%                 |

C'erano 408 nuclei familiari di cui il 24.5% aveva figli di età inferiore ai 18 anni, il 43.4% erano coppie sposate conviventi, l'11.3% aveva un capofamiglia femmina senza marito, e il 41.4% erano non-famiglie. Il 34.1% di tutti i nuclei familiari erano individuali e il 16.2% aveva componenti con un'età di 65 anni o più che vivevano da soli. Il numero di componenti medio di un nucleo familiare era di 2.22 e quello di una famiglia era di 2.86.
La popolazione era composta dal 21.5% di persone sotto i 18 anni, il 6.7% di persone dai 18 ai 24 anni, il 23.5% di persone dai 25 ai 44 anni, il 23.2% di persone dai 45 ai 64 anni, e il 25.1% di persone di 65 anni o più. L'età media era di 44 anni. Per ogni 100 femmine c'erano 83.3 maschi. Per ogni 100 femmine dai 18 anni in su, c'erano 82.3 maschi.
Il reddito medio di un nucleo familiare era di 31,089 dollari, e quello di una famiglia era di 36,500 dollari. I maschi avevano un reddito medio di 27,604 dollari contro i 17,813 dollari delle femmine. Il reddito pro capite era di 16,502 dollari. Circa l'11.0% delle famiglie e il 15.3% della popolazione erano sotto la soglia di povertà, incluso il 18.0% di persone sotto i 18 anni e il 17.1% di persone di 65 anni o più.

## Cultura

### Istruzione
La pubblica istruzione a Bandera è organizzata dal Bandera Independent School District; la città è inoltre sede dei Bandera High School Bulldogs.
A Bandera sono presenti 5 musei: l'American Legion Post 157 Military Museum, il Bandera Music History Project Hall of Fame (505 Main St), il Bandera Natural History Museum (267 Old San Antonio Rd), e il Frontier Times Museum.

## Aree verdi
Sono presenti svariati parchi e aree verdi nella città, tra cui il Bandera City Park (77 acri, situato a 1102 Maple St. Bandera), il Bandera County Park At Medina Lake (14441 Park Road 37), l'Hill Country State Natural Area (10600 Bandera Creek Rd), e il Lost Maples State Natural Area.

## Amministrazione

### Gemellaggi
- Strzelce Opolskie, Polonia[10]
- Tysmenytsia, Ucraina[10]

## Galleria d'immagini

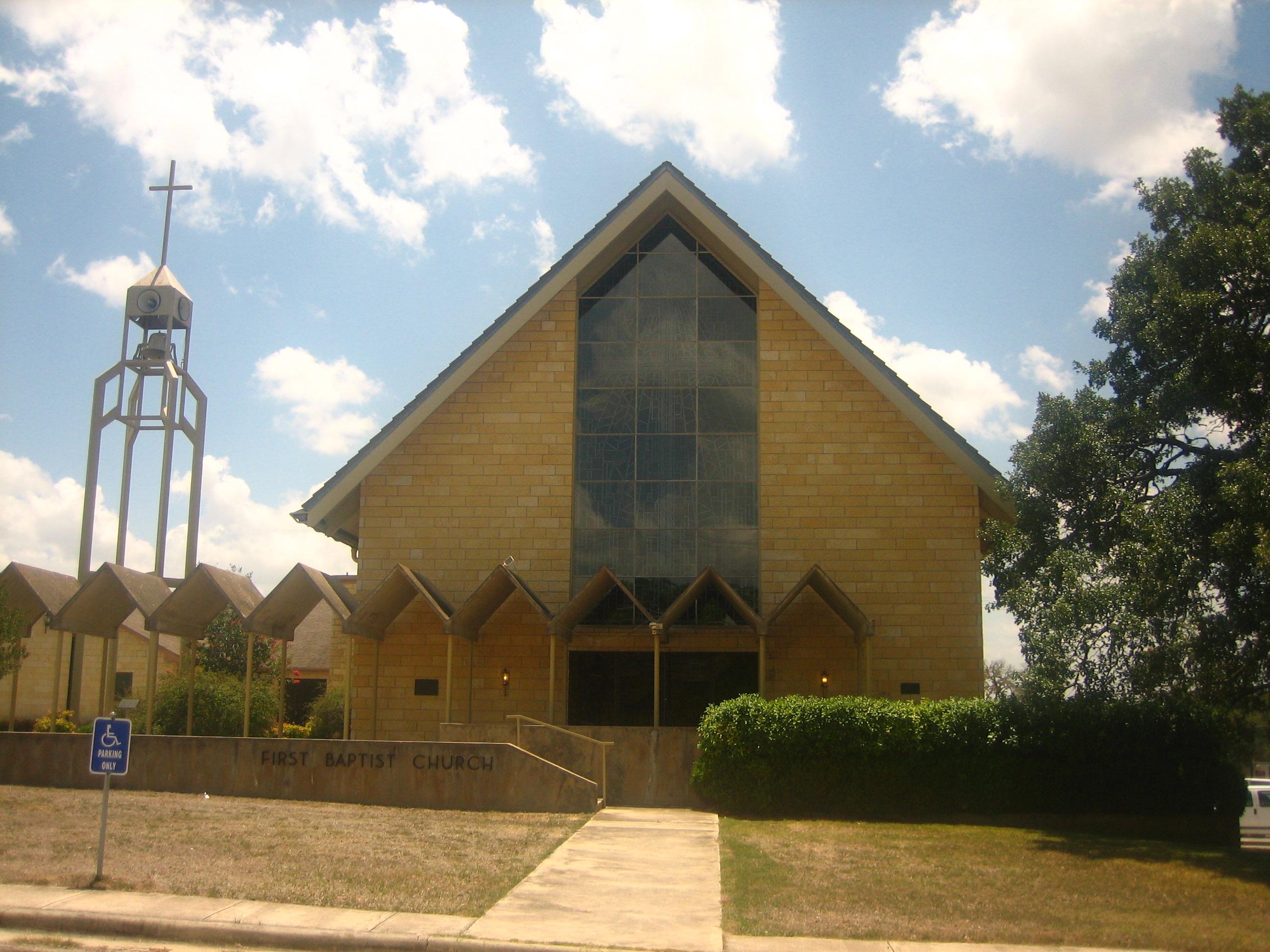
La First Baptist Church di Bandera, di fronte al Frontier Times Museum
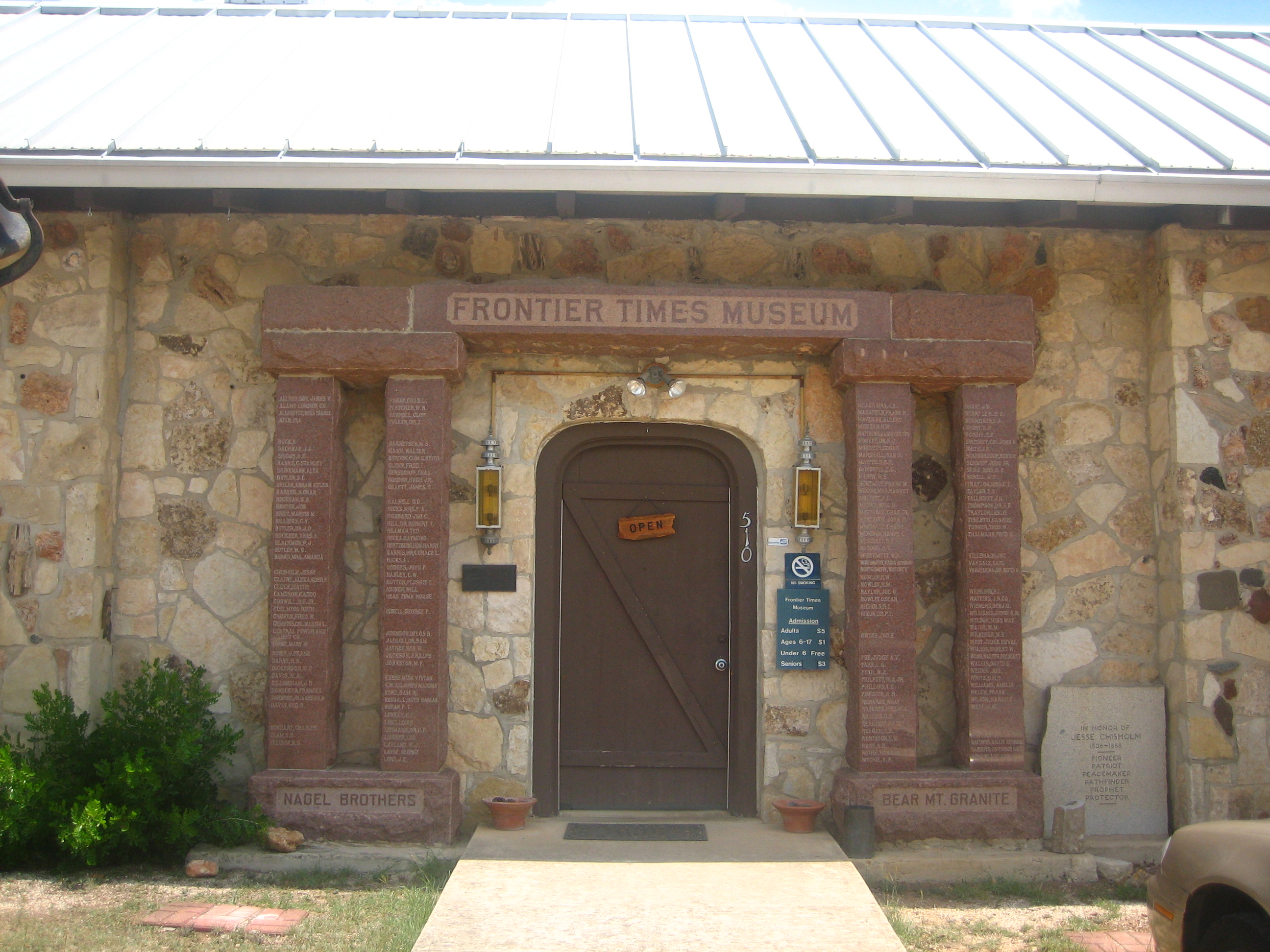
Entrata del Frontier Times Museum
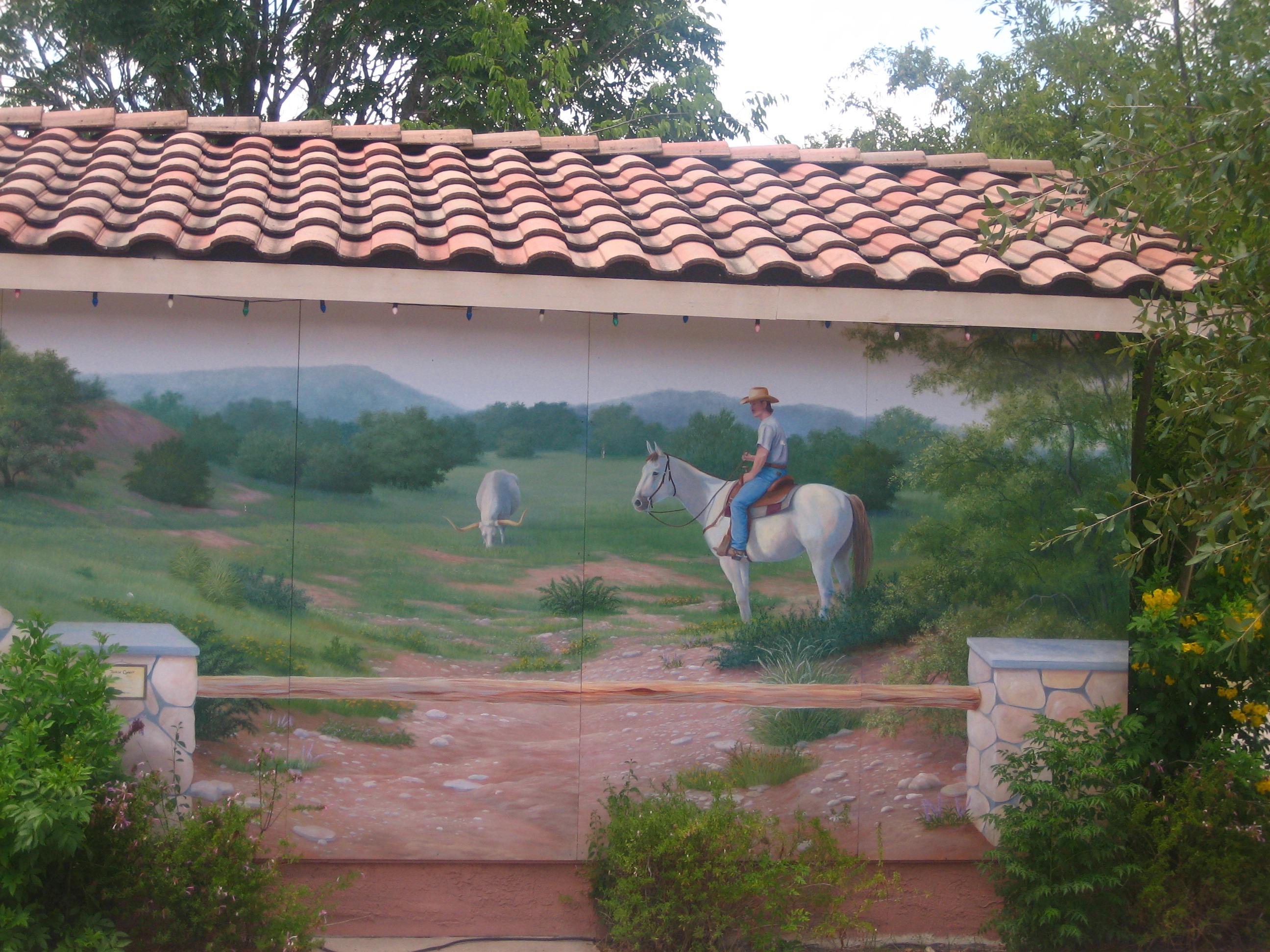
Murales a Bandera
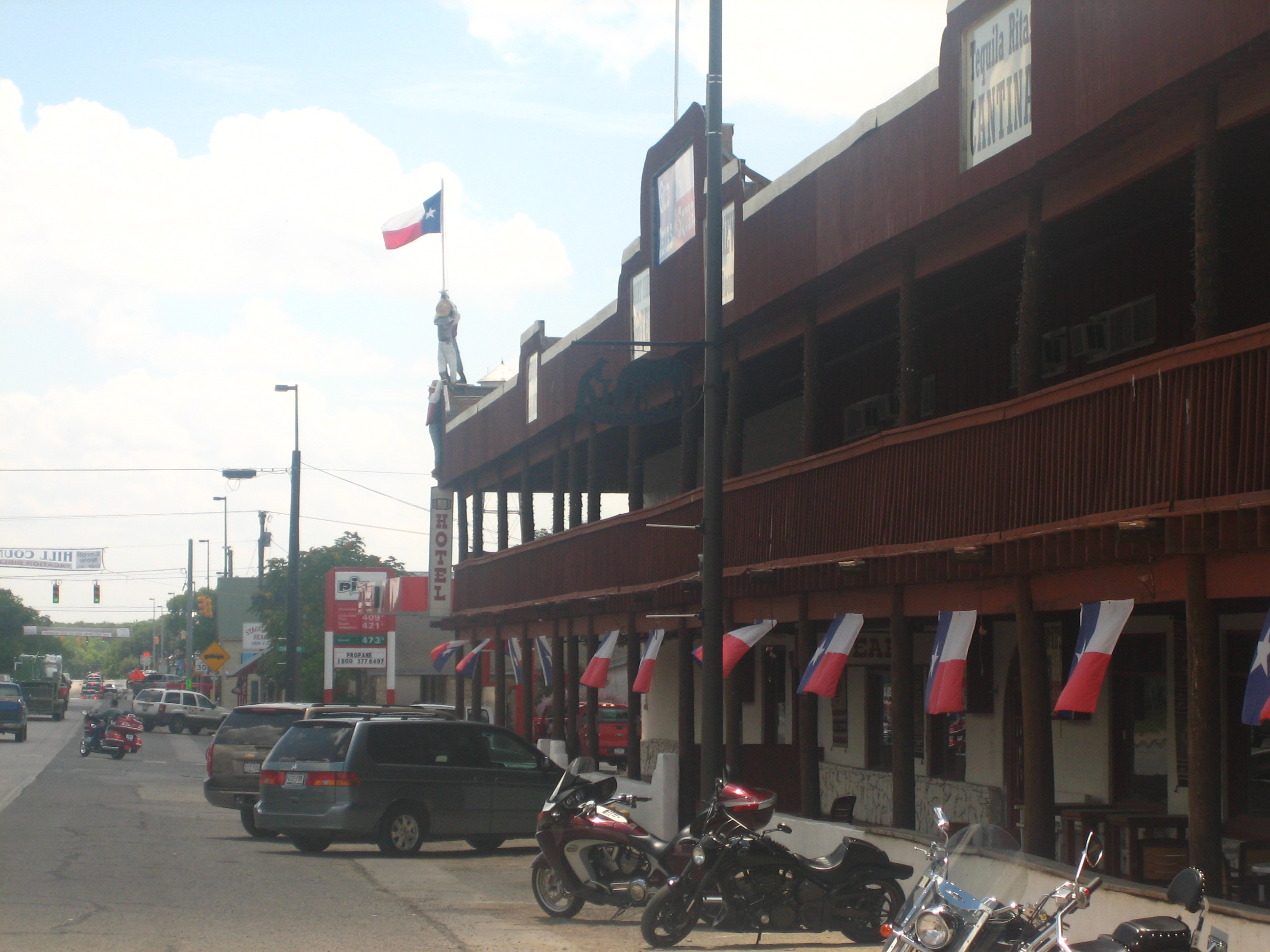
Motociclisti a Bandera